# Splice (jeu vidéo)
Pour le film, voir Splice.
Splice est un jeu vidéo de puzzle développé et édité par Cipher Prime, sorti en 2012 sur Windows, Mac, Linux, PlayStation 3, PlayStation 4, iOS et Android.

## Accueil
- Gamezebo : 4,5/5[1]